# Llorenç Villalonga i Pons
Llorenç Villalonga i Pons   (Palma, 1 de març de 1897 - Palma, 28 de gener de 1980) va ser un escriptor i psiquiatre mallorquí. Va escriure en català i en castellà i és considerat com una de les figures més importants de la literatura en llengua catalana al segle xx.

## Biografia
Va obtenir a llicenciatura en medicina a la Universitat de Saragossa, el 1926, després d'haver passat per les facultats de Medicina de Múrcia (1919), Barcelona (1920-23) i Madrid (1923-24). Es va especialitzar en psiquiatria a França, on va conèixer l'obra de l'escriptor Marcel Proust, del qual va adquirir influència, sobretot pel que fa a la novel·la psicològica.
La seva primera novel·la va ser Mort de dama (1931), en què fa una interpretació satírica de l'aristocràcia i la intel·lectualitat illenques. L'obra va rebre fortes crítiques per part d'alguns sectors de la societat mallorquina. Entre el 1934 i el 1936 va dirigir la revista Brisas. En aquesta etapa va publicar també Fedra (1932), la peça teatral Silvia Ocampo i va escriure el començament de Madame Dillon (que no va publicar-se fins al 1937).
Després de casar-se es traslladà a Binissalem, on va començar a treballar en la seva novel·la més important: Bearn o La sala de les nines. Amb aquesta obra, Villalonga va construir el gran poema elegíac d'un paradís perdut i va mitificar el món decadent de l'aristocràcia rural mallorquina de fi de segle. Se'n va fer una versió teatral, amb el títol de Faust, i va ser portada al cinema per Jaime Chávarri el 1983. Després de la Guerra Civil, Villalonga va instal·lar-se de nou a Palma, i els quinze anys següents sols va publicar alguns articles, va estrenar privadament alguns Desbarats i va col·laborar amb el seu germà Miquel en diverses empreses, entre les quals una biografia de Chateaubriand (1944). El 1952, amb La novel·la de Palmira, va reprendre l'activitat literària. Entre el 1952 i el 1961 va tornar a col·laborar assíduament en la premsa mallorquina (Baleares) i va alternar la publicació de novel·les en castellà (entre les quals Bearn, reescrit en versió castellana per discrepàncies amb la correcció d'estil de l'editorial Selecta, el 1956) amb contes i peces teatrals en català, entre els quals El lledoner de la clastra (1958). L'any 1961, amb l'edició incompleta en català de Bearn (l'edició íntegra, que incorpora l'epíleg que havia aparegut només en l'edició en castellà, va publicar-se el 1966) i amb la primera de L'àngel rebel (refeta i publicada el 1974 amb el títol de Flo la Vigne), va iniciar la darrera etapa, en la qual va ampliar les col·laboracions en la premsa de Barcelona (El Correo Catalán, Destino) i va escriure més novel·les, ja totes en català.
Amb el «cicle de Bearn» (Mort de dama, Mme. Dillon/L'hereva de donya Obdúlia, La novel·la de Palmira/Les ruïnes de Palmira, Bearn i els relats d' El lledoner de la clastra), obres escrites abans de 1961, Villalonga havia convertit en mite les seves experiències de joventut i, més en general, d'una societat en transformació: la mallorquina. Amb L'àngel rebel, que obre el «cicle de Flo La Vigne» (L'àngel rebel/Flo La Vigne, La gran batuda, La Lulú o la princesa que somreia a totes les conjuntures, Lulú regina) va enfrontar-se, per primera vegada, amb un món nou sorgit després de la Guerra Civil. Mentre Bearn era una autèntica elegia d'un món estimat i perdut, L'àngel rebel constitueix una confrontació del liberalisme humanístic amb el monolitisme de la societat de consum. Aquesta confrontació, finalment, esdevé total rebuig d'aquesta darrera (La gran batuda, 1968).
Altres novel·les destacables de Villalonga són Desenllaç a Montlleó (1963), Les fures (1967), Falses memòries (1967), La virreina (1969), El misantrop (1972), Andrea Victrix (1974) i Un estiu a Mallorca (1975). Villalonga va compondre i estrenar diverses peces teatrals com Aquil·les o l'impossible (1964) i els Desbarats (1965), narracions meitat costumistes meitat caricaturesques.
La seva tasca com a escriptor en català va estar precedida pel protagonisme en l'anticatalanisme a Mallorca, sobretot contra l'Associació per la Cultura de Mallorca i els seus objectius al voltant de la normalització lingüística i la qüestió nacional. Així, va polemitzar primer amb Joan Pons i Marquès sobre la normativització lingüística i va participar, des de 1936, any en què ingressà en la Falange, en la destrucció de totes les associacions culturals catalanes després de la victòria dels feixistes contra la República a Mallorca, i fou protagonista, amb el seu germà Miquel, de la campanya contra els signants de la Resposta als catalans, amb una retòrica de caràcter feixista, en el moment àlgid d'afusellaments i empresonaments de civils durant la Guerra Civil espanyola. En la postguerra canvià d'actitud i arribà a un cert acostament al moviment de resistència cultural i als cercles de la literatura catalana.
Va morir en la matinada del 28 de gener de 1980 a casa seva, després d'una llarga malaltia.
Han escrit biografies de Villalonga, entre d'altres, Jaume Vidal Alcover (Llorenç Villalonga o la imaginació raonable) (Palma: Ajuntament de Palma, 1984); Jaume Pomar (El meu Llorenç Villalonga, Palma: Moll, 1995), i Jaume Pomar (La raó i el meu dret. Biografia de Llorenç Villalonga, Palma: Moll, 1995).

## La influència dels clàssics a l'obra de Llorenç Villalonga
Llorenç Villalonga rep la influència dels clàssics d’una manera indirecta, pels intel·lectuals francesos (sobretot de Jean Racine, Anatole France, Paul Valéry i Jean Giraudoux), però també per altres, com l’alemany Oswald Spengler o l'espanyol Ortega y Gasset.
Villalonga al·ludeix al llarg de la seva obra tant al món grec com al món romà mitjançant nombroses citacions. No obstant això,« aquestes citacions, malgrat ser nombroses, són reduïbles a mitja dotzena de temes, emprats amb igual proporció al llarg de tota la seva producció literària»”. Així doncs, no és difícil trobar mencions a Horaci, Virgili i Ovidi, els tres grans poetes clàssics. L'escriptor mallorquí normalment utilitza aquestes referències d’una manera lúdica com a aval per introduir les seves teories o per emprar l’arquetip d’alguns personatges clàssics.
Les expressions llatines, que pel que hem vist són molt representatives i segurament foren extretes d’un manual o directament dels autors que hem mencionat, són introduïdes sense gaire cura: “de manera que trobam un coelo per caelo, un rabicus en comptes de rabidus, un deficeunt per deficiunt [...]”.
Al llarg de l’obra trobem una «harmonia de contraris», idea treta probablement dels Diàlegs de Plató i que desenvolupa amb la dualitat Déu-dimoni en Faust, amb la contraposició de l'engany i la veritat en Bearn i amb les dues facetes d’Aquil·les (ferotge però alhora tendre amb Pàtrocle) en Aquil·les o l'impossible. Precisament en Andrea Victrix l’heroi grec serà sempre designat com Aquil·les-Pirrha. Aquesta ambigüitat també la porten els mateixos personatges de l’obra, una mena d’éssers asexuats, com poden ser Monsieur-Dame o Andrea.

### Aquil·les i Pàtrocle
Villalonga tracta el mite d’Aquil·les i Pàtrocle en la peça teatral Aquil·les o l’impossible, publicada el 1964 per l'editorial Moll. Segurament desenvolupa aquesta obra partint de la imatge que havia contemplat a la plaça de la Signaria de Florència quan la visità al maig del 1950. Aquesta escultura el degué colpir fins al punt de convertir-la en la imatge central de la Guerra de Troia.
El propòsit principal de l’obra Aquil·les o l’impossible és desmuntar el mite clàssic que deia que la Guerra de Troia l’havia provocat Paris per haver raptat Hèlena, esposa de Menelau. L'escriptor mallorquí ens proposa que la guerra s'originà per motius econòmics més profunds, com ja havia fet Giraudoux en la seva obra. El plantejament i la figura d’Hèlena els treu de l’obra d’aquest autor, mentre que la relació entre Aquil·les i Pàtrocle és treta de la Ilíada.
Aquil·les reuneix l’ambició i la força, però al mateix temps es mostra tendre vers el seu jove amic Pàtrocle. Sent un amor veritable per ell, ja que decideix venjar la mort del seu amic tot i que sap pels oracles que, encara que guanyi, el gest li costarà la vida. La relació entre els dos amics ens podria suggerir una relació homosexual entre els dos guerrers, com van remarcar Plató, Aristarc o Plutarc. Malgrat això, Villalonga vol establir una relació de mera amistat, per reforçar la seva opinió: l’amistat entre dos homes d’un alt nivell intel·lectual pot ser la relació humana més satisfactòria i enriquidora, com il·lustrarà també amb la redacció d'El misantrop. Sabem per les epístoles que la relació entre aquests dos guerrers realment encobreix l’amor de l’autor pel jove Baltasar Porcel. Els consells dels dos guerrers mítics convergeixen en els que Villalonga dona a Baltasar Porcel en les cartes d’aquests anys. En una de les cartes de Villalonga a Porcel (de l’11 de juliol del 1960), l'escriptor diu: “Yo no creo que Aquiles pretenda precisamente acostarse con Patroclo –nada más fácil entre los griegos– sino hacer de él, cuya sensibilidad le enamora, un guerrero fuerte y duro, que después no le gustará”. Aquesta relació paternofilial també la trobem en l’obra L’àngel rebel, en què el narrador l'estableix amb el seu secretari Flo la Vigne.
L’acció dramàtica d’Aquil·les o l’impossible esdevé d’acord amb el text d'Homer, però hi ha una petita diferència: en l’obra de Villalonga, Hèlena va almenys en dues ocasions al bàndol grec per negociar la pau, mentre que en la Ilíada no surt de la fortalesa.  

### Fedra
El personatge de Fedra ha estat objecte de nombroses versions teatrals al llarg dels temps. Villalonga també tracta aquest mite i en fa una versió en castellà al 1932, versió que posteriorment es traduirà al català en les Obres completes I. El mite de Bearn de 1966. Aquesta adaptació beu de la versió precedent del dramaturg francès Jean Racine, que es publicà el 1677.
En l’obra, Fedra és la comtessa de Boscana, llinatge més alt que el dels borbons i descendent de Pasifae (dea del sol). La seva relació amb Teseu és quotidiana i s'amoïna per la desordenada conducta d'Hipòlit. L’Hipòlit villalonguià és força diferent del de la tragèdia grega. Se’l presenta com un bohemi, urbanita i drogoaddicte. Aquí tornem a veure les contradiccions que hem esmentat amb anterioritat: és irresponsable (per la vida que porta) però generós (li deixa diners procedents d’un desfalc a un amic seu).
El desenvolupament del mite també serà diferent. En aquest cas, Fedra no acusarà Hipòlit d’haver intentat seduir-la, sinó que col·laborarà a fer que Hipòlit sigui descobert. Tampoc aquest rebutja la seva madrastra, simplement no s'adona dels seus sentiments. Malgrat això, el final si que és paral·lel al mite clàssic. Hipòlit emprendrà una aventura marina que acabarà amb la seva vida i Fedra, sentint-se culpable de la seva mort, es prendrà unes pastilles verinoses per acabar també morint. Aquí el comportament de Fedra no és tan qüestionable, ja que encobreix la seva passió i aquesta ve justificada per la desordenada vida del seu fillastre (allunyada de les monstruositats atribuïdes a les Fedres clàssiques).

## Obra

### Novel·la
- Mort de dama, 1931; edició definitiva, ampliada (amb set capítols més que la primera), 1965.
- Mme. Dillon, 1937; ampliada amb 11 capítols addicionals (als 17 existents) com a L'hereva de Donya Obdúlia (1964).
- La novel·la de Palmira, 1952; en 1972 es publica amb el títol Les ruïnes de Palmira, incorporant-hi quatre nous capítols (els II, VI, IX i X).
- Bearn o la sala de las muñecas, 1956 (en castellà, amb l'epíleg).
- Desenlace en Montlleó, 1958 (versió castellana de la novel·la publicada en català en 1963).
- Bearn o La sala de les nines, 1961 (versió catalana) (Premi de la Crítica de narrativa catalana); l'epíleg de 1956 no s'hi incorpora fins l'edició de 1966.
- L'àngel rebel, 1961; en 1974 es publica amb el títol Flo la Vigne, amb tres nous capítols (IV, VII i XLII) i títols descriptius a cada capítol.
- Desenllaç a Montlleó,, 1963.
- L'hereva de Donya Obdúlia, 1964; ampliació de Mme. Dillon (1937); en 1966 es publica amb el títol Les temptacions (en les obres completes); des de 1970 se sol titular L'hereva de dona Obdúlia o Les temptacions. La heredera de Doña Obdulia, Madrid: Mondadori, 1988, trad. de J.C. Llop.
- Les fures, 1967.
- Falses memòries de Salvador Orlan, 1967. (Falsas memorias de Salvador Orlán. Trad. de J. C. Llop, Madrid: Mondadori, 1988.
- La gran batuda, 1968.
- La "Virreyna", 1969.
- La Lulú o la princesa que somreia a totes les conjuntures, 1970.
- El misantrop, 1972.
- Lulú regina, 1972.
- Andrea Víctrix, 1973 (Premi Josep Pla).
- Un estiu a Mallorca, 1975.
- La bruixa i l'infant orat, edició a càrrec de Josep A. Grimalt, 1992.
- Rosa i gris, edició a cura de Josep Antoni Grimalt, 2011; primera versió inèdita, publicada pòstumament, de la que va ser Un estiu a Mallorca (1975).
- Todos los cuentos. Trad. de J.C. Llop, Madrid: Mondadori, 1988, 2 vol.
- Diario de guerra, València: Pre-Textos, 1997.

### Teatre
- Fedra, 1932 (en castellà)
- Silvia Ocampo, 1935 (en castellà); en català, 1966; reconvertida després en la novel·la Un estiu a Mallorca
- Cocktail a un vell palau, 1955.
- Faust: viatge a París de Minos i Amaranta en 1947, 1956
- Aquil·les o l'impossible, Alta i benemèrita senyora, 1964
- Desbarats, 1965